# Поправен шестстотиноклетъчник
Поправеният шестстотиноклетъчник е еднообразен изпъкнал многоклетъчник. Общият брой е 720. Той има 600 октаедъра и 120 икосаедъра. Той има 1200 върха, 3600 ръба и 3600 триъгълни стени. Връхната фигура е петоъгълна призма.
Един е от трите полуправилни многоклетъчници, направени само от платонови тела. Нарича се още октикосаедър.

## Алтернативни имена
- Двадесетостенен хексакосихекатоникосахорон
- Поправен шестстотиноклетъчник (Норман У. Джонсън)
- Поправен хексакосихорон (Акроним Rox) (Джонтън Бауърс)
- Поправен политетраедър